# Эг-Вив (Гар)
Эг-Вив(фр. Aigues-Vives) — муниципалитет во Франции, в регионе Лангедок — Руссильон, департамент Гар.
Население составляет 2587 человек, площадь — 12 км². Плотность населения муниципалитета — 215 чел. км²
Муниципалитет расположен на расстоянии 590 км южнее Парижа, 19 км северо-восточнее Монпелье, 19 км юго-западнее Нима.